# Sint-Petrus en Pauluskerk (Droixhe)

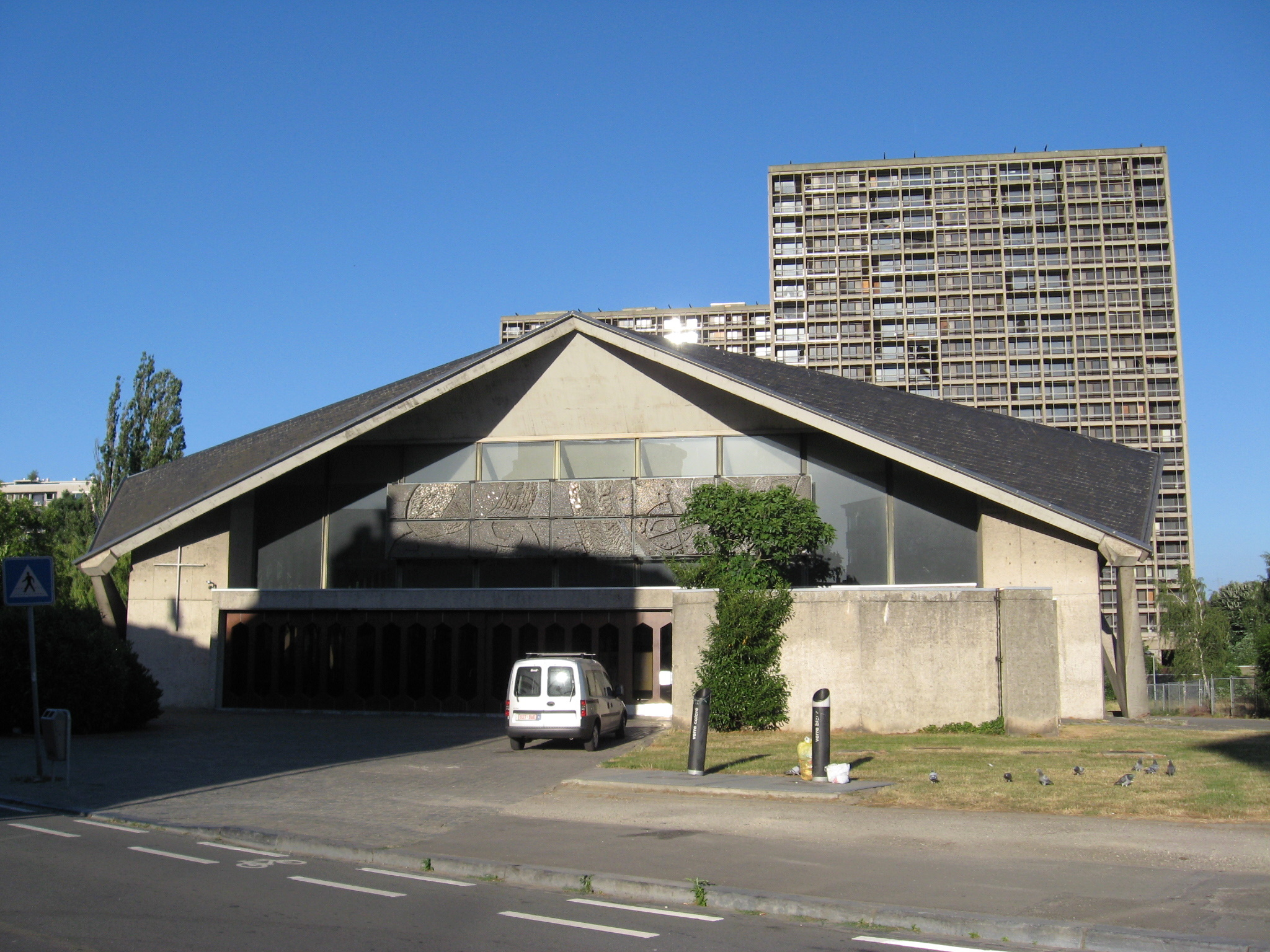
Sint-Petrus en Pauluskerk

De Sint-Petrus en Pauluskerk (Église Saints-Pierre et Paul) is de parochiekerk van het tot de Luikse deelgemeente Bressoux behorende buurt Droixhe. De kerk is gelegen aan de Rue Ernest Marneffe en de Allée Renier de Huy.
Droixhe werd vanaf 1958 volgebouwd met hoge flatgebouwen. De kerk werd gebouwd in modernistische stijl en werd ingewijd in 1972, naar ontwerp van Jules Mozin. Gebruik is hierbij gemaakt van betonelementen.